# Bidhan Nagar
Bidhan Nagar (bengali : বিধাননগর) est une commune du Bengale-Occidental, située dans la banlieue et le district de Calcutta, en Inde. Sa population s’élevait en 2011 à 218 323 habitants.

## Histoire
Son histoire est liée aux enjeux démographiques dans l’ancienne capitale de l’Inde, en 1947, après la partition du Bengale oriental et la migration des populations hindoues vers Calcutta. Bidhan Chandra Roy voyait dans la ville de Kalyani le moyen de gérer l’augmentation rapide de la population mais son éloignement rendait le projet irréalisable. On développa alors une zone urbaine autour du terre-plein Lac Salé, d’où le nom en anglais de « Salt Lake City ».